# Bischofswiesener Forst

Das Gebiet umgab hufeisenförmig die Gemeinde Bischofswiesen im Westen, Norden und Osten, bevor der größte Teil am 1. Januar 2010 nach Bischofswiesen eingegliedert wurde.

Die aktuelle Gemeinde Bischofswiesen mit dem Großteil des Gebietes ab 1. Januar 2010

Der Bischofswiesener Forst war ein Gemeindefreies Gebiet im Landkreis Berchtesgadener Land mit der Schlüsselnummer 09172451. Es wurde mit Wirkung zum 1. Januar 2010 aufgelöst und in die Gemeinden Bischofswiesen, Bayerisch Gmain und Berchtesgaden eingemeindet.
Zum Stichtag 1. Januar 2009 hatte das Gebiet eine Fläche von 29,4591 km². Die größte Teilfläche mit 27,6767 km², entsprechend 93 Prozent, wurde in die Gemeinde Bischofswiesen eingegliedert und wird dort durch die Gemarkung Bischofswiesener Forst repräsentiert. 0,9354 km² wurden der Gemarkung Maria Gern im Markt Berchtesgaden zugeschlagen, und 0,8470 km² der Gemeinde und Gemarkung Bayerisch Gmain.
Im Nordwesten des Gebiets befinden sich der Steinbergsee und die Steinerne Agnes, im Norden der Burgstall Hagenfels, und im Nordosten die Riesending-Schachthöhle.

## Flächenstatistik
Nach der Flächenerhebung 2001 gliedern sich die Nutzungsarten im ehemaligen gemeindefreien Gebiet folgendermaßen:
| Flächennutzung nach ALB 31.12.2001 | Hektar  | Prozent |
| ---------------------------------- | ------- | ------- |
| 700 Waldfläche                     | 2070,02 | 70,27   |
| 950 Unland                         | 801,65  | 27,21   |
| 600 Landwirtschaftsfläche          | 53,80   | 1,83    |
| 500 Verkehrsfläche                 | 13,05   | 0,44    |
| 800 Wasserfläche                   | 7,13    | 0,24    |
| Gebäude- und Freifläche            | 0,02    | 0,01    |
| Summe                              | 2945,83 | 100,00  |

## Bildergalerie

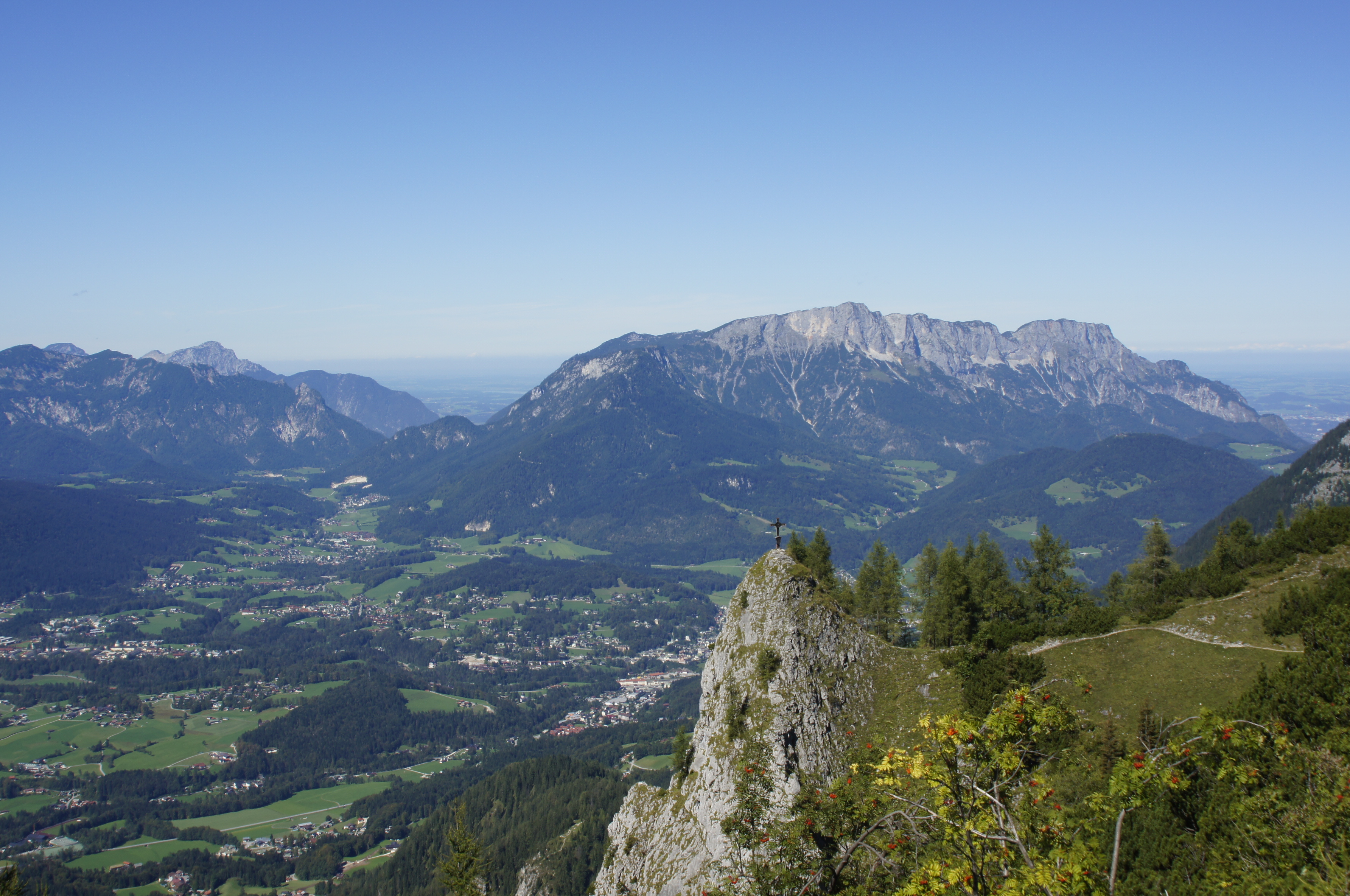
Blick vom Jenner auf Bischofswiesen und den Bischofswiesener Forst
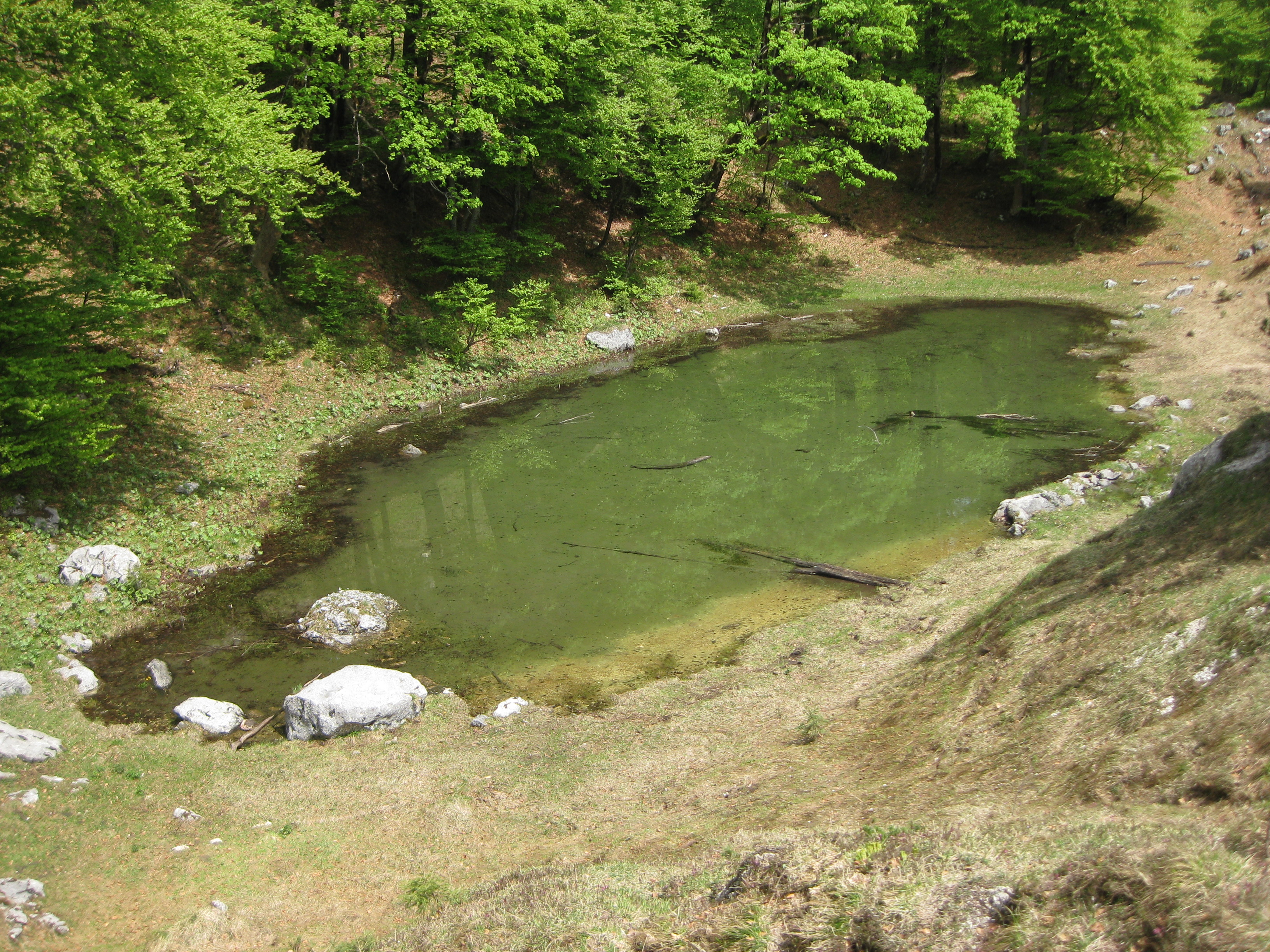
Der Steinbergsee
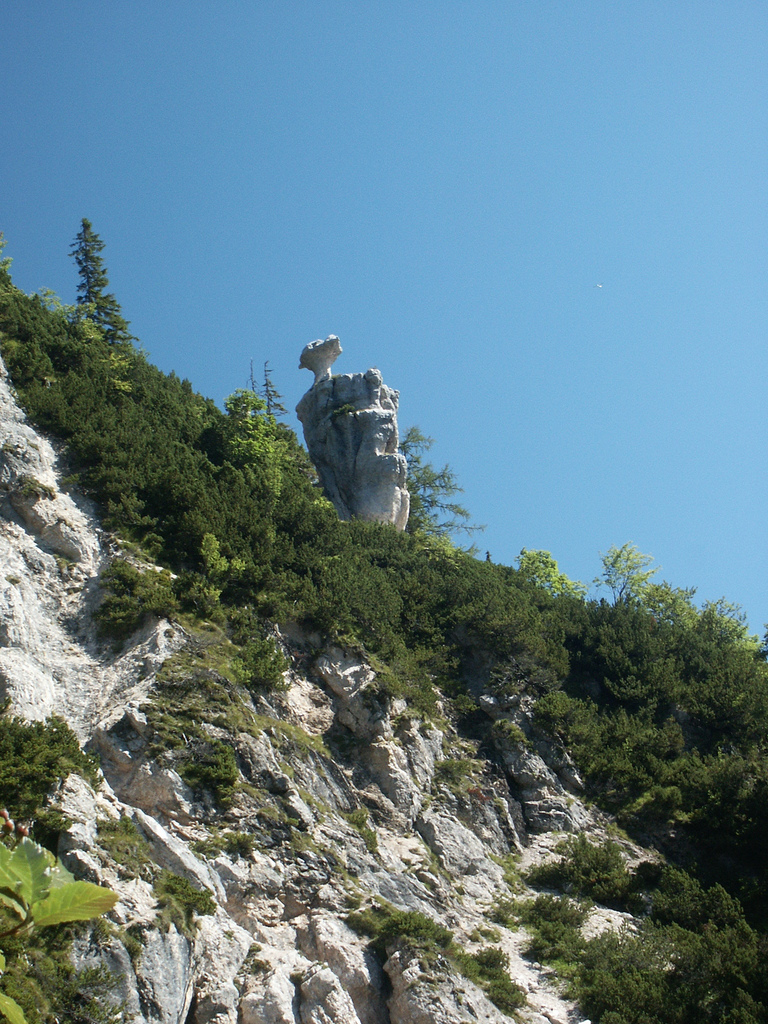
Die Steinerne Agnes
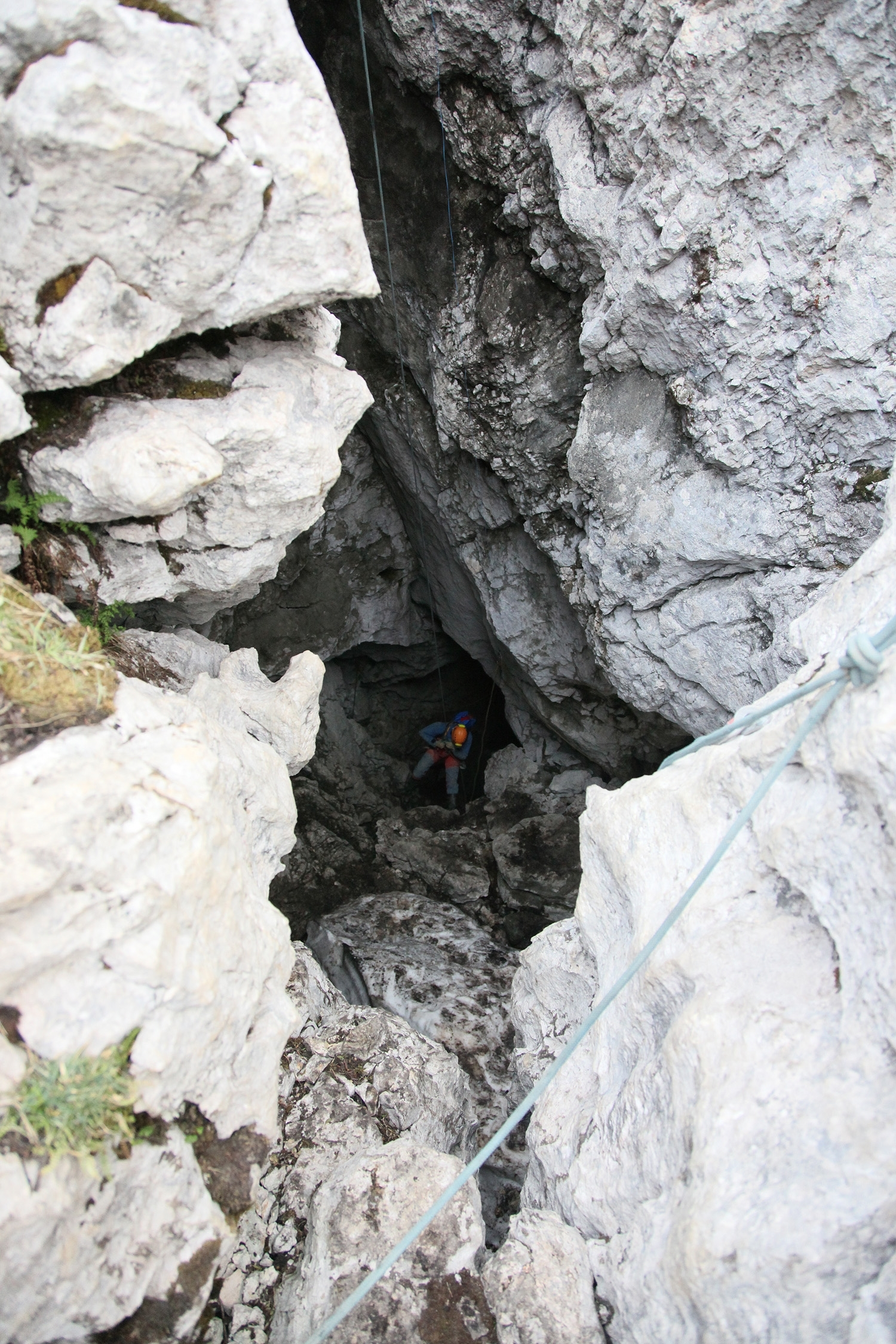
Einstieg zur Riesending-Schachthöhle